# Улица Карла Маркса (Серпухов)
Улица Карла Маркса — улица в западной части города Серпухов Московской области. Названа в честь немецкого философа, экономиста, писателя и историка Карла Маркса (1818—1883).

## Описание
Улица берёт свое начало на пересечении с улицей Деревенька и далее уходит в северном, позднее в северо-западном направлении, а в конце поворачивает на северо-восток. Заканчивается улица на пересечении улицы Коншиных и улицы Пролетарская в районе Нового моста через реку Нара.
Улицу пересекают улица Деревенька, Клубный переулок, Октябрьская улица, улица Ленинского комсомола, Малая пролетарская улица, переулок Кадомского, Тартусский переулок, улица Чернышевского, Мельничный переулок, улица Энгельса, Кожевенная улица и улица Макошина.
Нумерация домов по улице Карла Маркса начинается со стороны улицы Деревенька.
На всём своем протяжении улица является улицей с двусторонним движением.
Почтовый индекс улицы — 142201, 142209 и 142210.

## Примечательные здания и сооружения

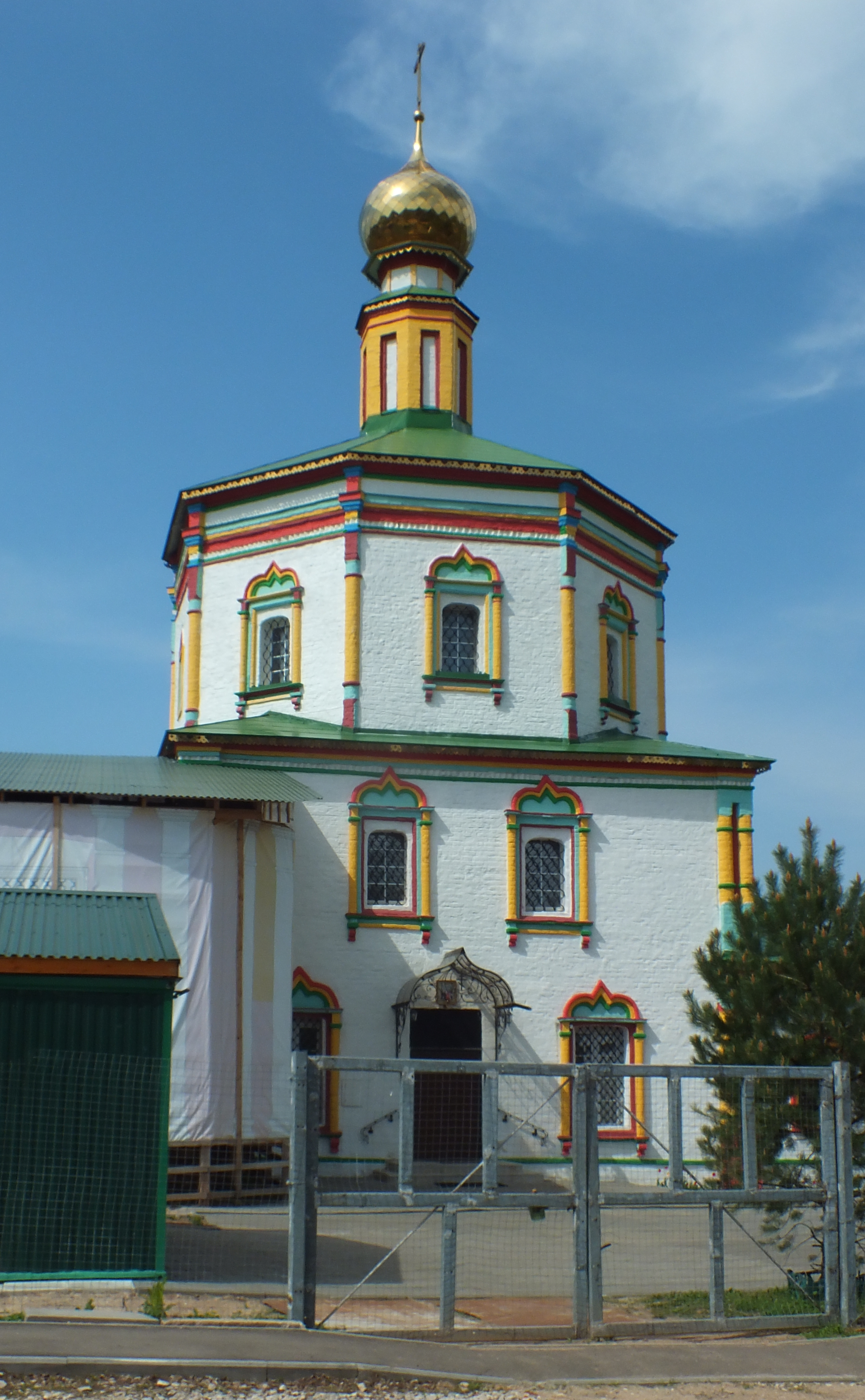
Сретенская церковь, улица Карла Маркса, дом 36

- Частный пансион для престарелых людей — владение 5.
- Екатерининский сквер — в районе Клубного переулка и Октябрьской улицы. В 2019 году в сквере организована пешеходная зона, цветники, освещение, детская и спортивные площадки[2].
- Водонапорная башня Занарской текстильной фабрики имени Беляева — владение 2/1 Е.
- Филиал Федерального бюджетного учреждения Канал имени Москвы (Серпуховский район водных путей) — Пролетарская улица, владение 19.
- Церковь Сретения Господня (Православный храм) — владение 36 А.
- Церковь Николая Чудотворца Бутки в Серпухове (Православный храм) — улица Чернышевского, владение 12.
- Памятник (мемориал) воинам 49 армии в годы Великой Отечественной войны — площадь 49 армии. Памятник представляет из себя фигуру солдата с автоматом в одной руке и поднятой другой рукой. Автором памятника является скульптор Николай Любимов.[3].

## Транспорт
По улице проходят городские автобусные маршруты № 11, № 106, № 10, № 110 к и № 111 к.